# Jan Fryderyk (książę Schwarzburg-Rudolstadt)
Johann Friedrich (ur. 8 stycznia 1721 w Rudolstadt, zm. 10 lipca 1767 tamże) – książę Schwarzburg-Rudolstadt. Jego władztwo było częścią Świętego Cesarstwa Rzymskiego.
Urodził się jako syn księcia Schwarzburg-Rudolstadt Fryderyka Antoniego i jego żony księżnej Zofii Wilhelminy. Na tron wstąpił po śmierci ojca 1 września 1744. 
19 listopada 1744 w Eisenach poślubił księżniczkę Saksonii-Weimar-Eisenach Bernardynę Krystynę Zofię Sachsen-Weimar-Eisenach. Para miała sześcioro dzieci:
- księżniczkę Fryderykę (1745–1778)
- córkę (1746–1746)
- syna (1747–1747)
- księżniczkę Zofię Ernestynę (1749–1754)
- księżniczkę Wilhelminę (1751–1780)
- księżniczkę Henriettę Szarlottę (1752–1756)

Po śmierci księcia Jana Fryderyka jego następcą został stryj Ludwik Ginter II.